# 2010년 동계 올림픽 경기장

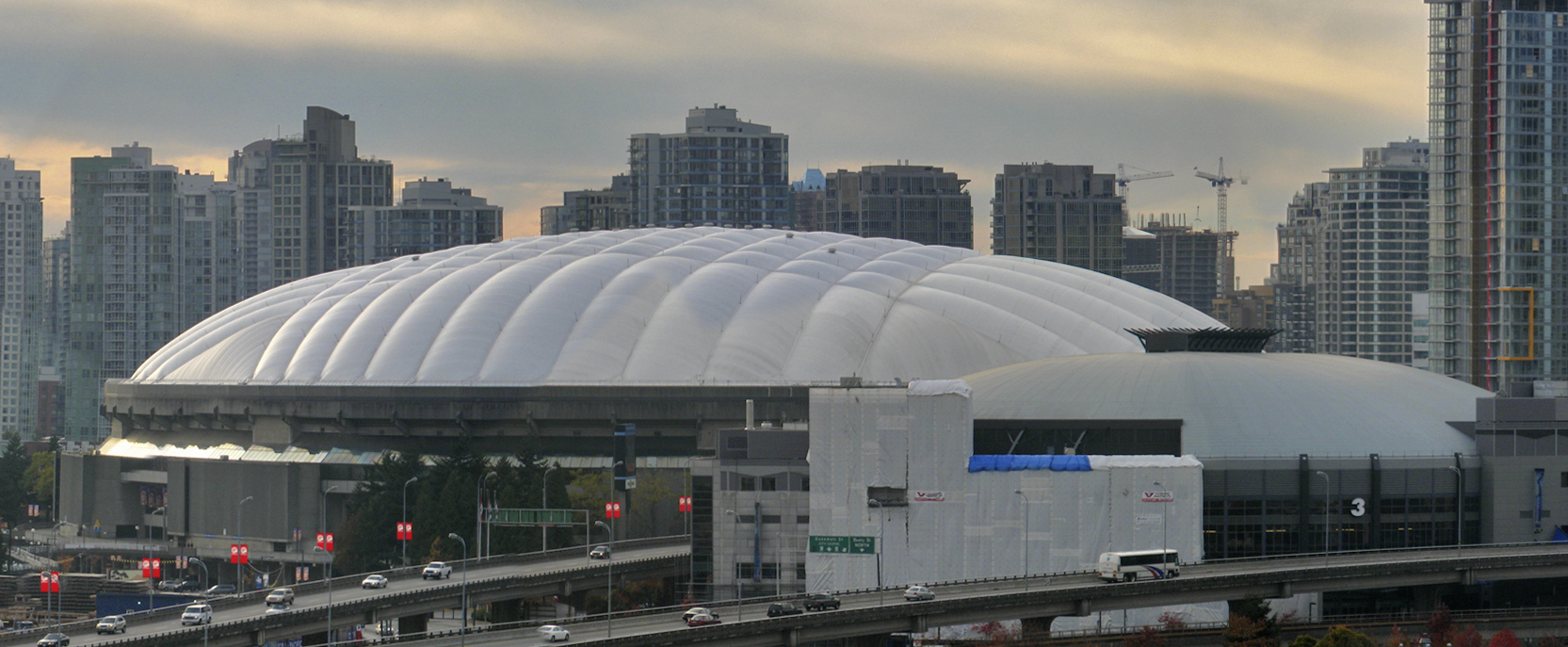
개회식, 폐회식이 열리는 BC 플레이스 스타디움

2010년 동계 올림픽은 캐나다의 브리티시컬럼비아주에 위치한 밴쿠버와 휘슬러에서 PST 기준으로 2010년 2월 12일부터 2월 28일까지 열린다.

## 경기를 하는 장소

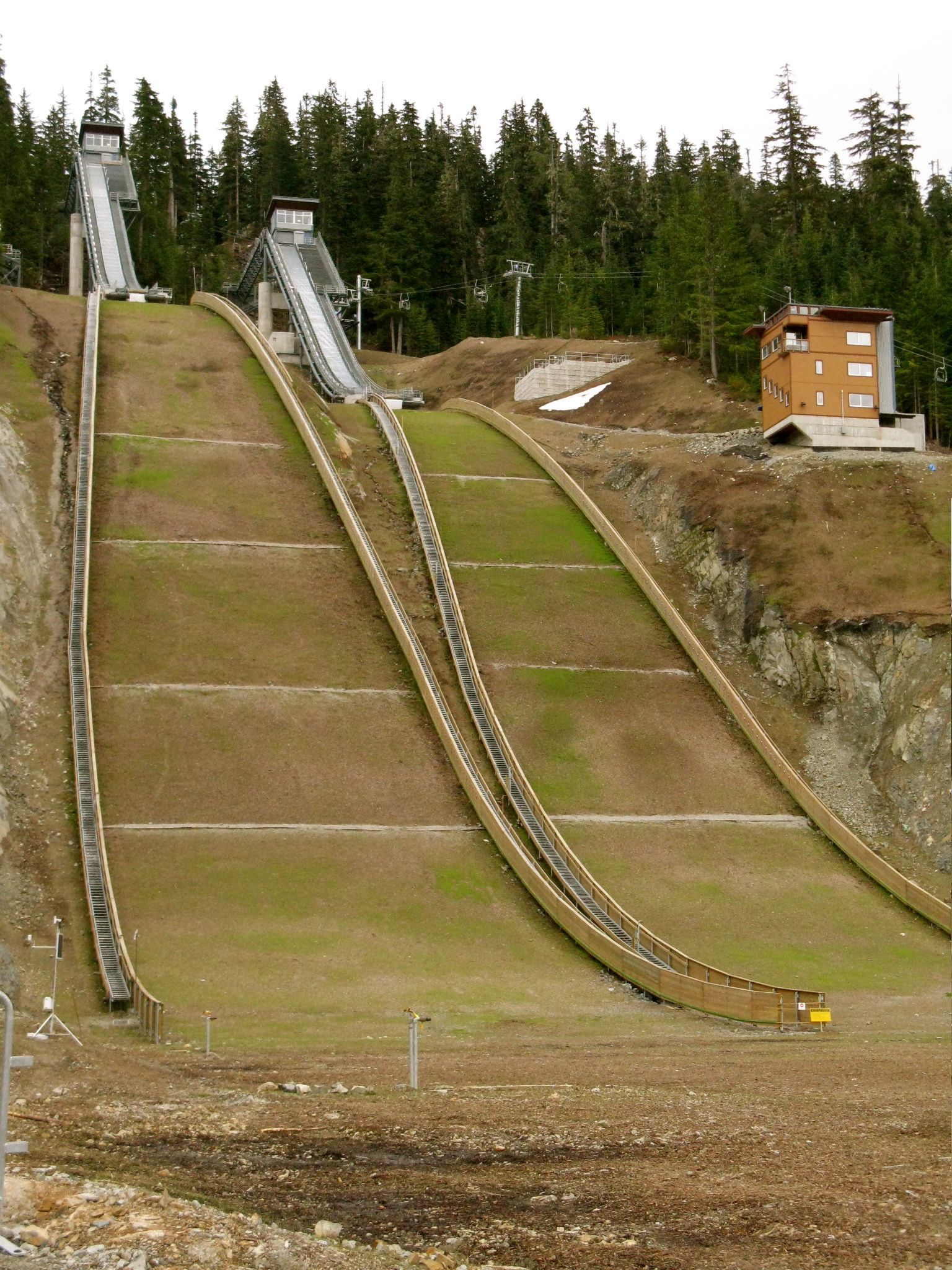
휘슬러 올림픽 공원

올림픽 경기가 열리는 곳 중 가장 수용인원이 큰 곳은 캐나다 하키 플레이스로 수용인원이 약 19,000명이나 되는 곳이다.두 번째로 큰 장소로 알려진 퍼시픽 콜리세움은 예전부터 존재해 왔으며 올림픽을 준비하기 위해 아주 조금 수리를 했다. 올림픽을 위해 만들어진 휘슬러 슬라이딩 센터는 12,000명 가량을 수용할 수 있으며 가장 큰 경기장이기도 하다. 이 경기장에서는 루지, 스켈레톤, 봅슬레이 경기가 열린다. 경기장 세 곳은 휘슬러와 밴쿠버 밖에 위치했다. 사이프레스 산은 웨스트밴쿠버에 있고 리치먼드 올림픽 오벌은 리치몬드에, UBC선더버드아레나는 브리티시컬럼비아 대학교의 UBC선더버드가 활동하는 곳에 위치해있다.
| 경기장                      | 위치                    | 종목                                             | 수용인원 | 주석  |
| --------------------------- | ----------------------- | ------------------------------------------------ | -------- | ----- |
| 캐나다 하키 플레이스        | 밴쿠버                  | 아이스하키                                       | 18,630   | [ 1 ] |
| 사이프레스 산               | 웨스트밴쿠버            | 프리스타일 스키, 스노보드                        | 8,000    | [ 2 ] |
| 퍼시픽 콜리세움             | 밴쿠버                  | 피겨 스케이팅, 쇼트트랙                          | 14,239   | [ 3 ] |
| 리치먼드 올림픽 오벌        | 리치먼드                | 스피드 스케이팅                                  | 8,000    | [ 4 ] |
| UBC 선더버드 스포츠 센터    | 브리티시컬럼비아 대학교 | 아이스하키                                       | 7,200    | [ 5 ] |
| 밴쿠버 올림픽/패럴림픽 센터 | 밴쿠버                  | 컬링                                             | 6,000    | [ 6 ] |
| 휘슬러 크릭사이드           | 휘슬러                  | 알파인 스키                                      | 7,600    | [ 7 ] |
| 휘슬러 올림픽 공원          | 휘슬러                  | 바이애슬론, 크로스컨트리, 노르딕 복합, 스키 점프 | 6,000    | [ 8 ] |
| 휘슬러 슬라이딩 센터        | 휘슬러                  | 루지, 스켈레톤, 봅슬레이                         | 12,000   | [ 9 ] |

## 경기를 하지 않는 장소

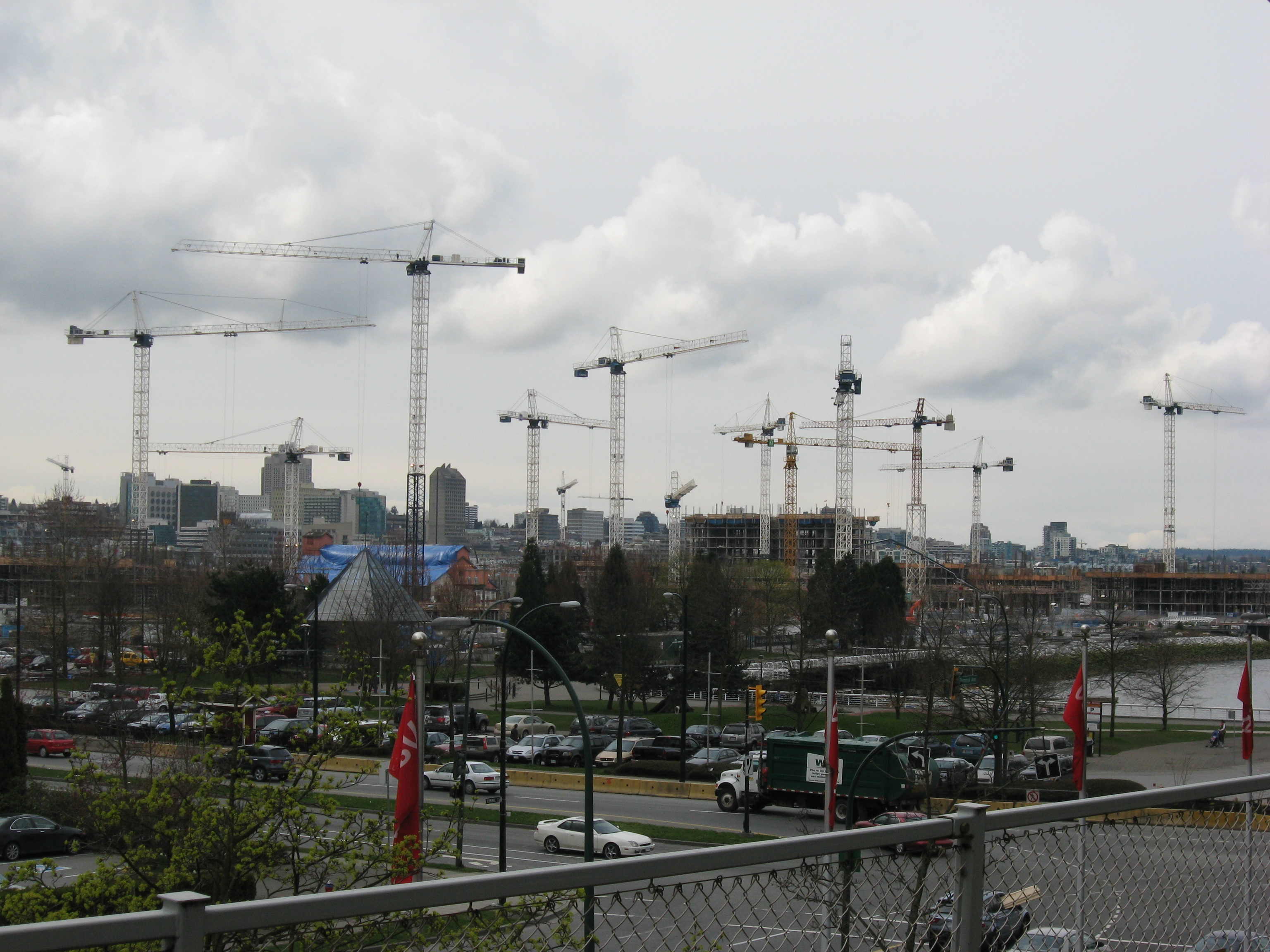
밴쿠버 시내의 False Creek 해안 남동부에 위치한 올림픽 선수촌의 공사현장

휘슬러와 밴쿠버의 거리가 너무 멀기 때문에 두 장소에 선수촌과 미디어 기구들을 만들어야 했다. 또한 밴쿠버에서 열리는 종목의 시상식은 전부터 있었던 BC 플레이스에서 열려서 휘슬러에서도 시상식을 하기 위해 장소를 만들었다.
| 시설                          | 위치   | 목적                 | 주석   |
| ----------------------------- | ------ | -------------------- | ------ |
| BC 플레이스                   | 밴쿠버 | 개회식 및 폐회식     | [ 10 ] |
| 미디어 센터(본관)             | 밴쿠버 | 미디어 센터          | [ 11 ] |
| 올림픽 선수촌                 | 밴쿠버 | 올림픽 선수촌        | [ 12 ] |
| 휘슬러 미디어 센터            | 휘슬러 | 미디어 센터          | [ 13 ] |
| 휘슬러 올림픽/패럴림픽 선수촌 | 휘슬러 | 올림픽 선수촌        | [ 14 ] |
| 휘슬러 올림픽 기념 쇼핑센터   | 휘슬러 | 의식 및 프리젠테이션 | [ 15 ] |

## 주해
캐나다 하키 플레이스는 일반적으로 제너럴모터스플레이스로 알려져 있지만 올림픽 시설에는 기업체의 스폰서십을 인정하지 않기 때문에 또 다른 이름이 다시 붙여질 것이다.